# Gammafördelning

Täthetsfunktioner för gammafördelningar

Kumulativa fördelningar för gammafunktionen

Gammafördelning är inom matematisk statistik en kontinuerlig sannolikhetsfördelning med täthetsfunktionen
{\displaystyle f(x)={1 \over {\Gamma (\alpha )\beta ^{\alpha }}}x^{\alpha -1}e^{-x/\beta };}
{\displaystyle 0<x<\infty }
där α och β är parametrar i fördelningen och {\displaystyle \Gamma } betecknar gammafunktionen. Väntevärdet E(X) och variansen V(X) ges av
{\displaystyle E(X)={\alpha /\beta },}
{\displaystyle V(X)={\alpha /\beta ^{2}}}
Om α = n är ett heltal, beskriver {\displaystyle \Gamma (\alpha ,\beta )} fördelningen för en summa av n oberoende exponentialfördelade stokastiska variabler med väntevärde β.